# キミも今日から東大脳! QuizKnockの館へようこそ
『キミも今日から東大脳！ QuizKnockの館へようこそ』（きみもきょうからとうだいのう！ くいずのっくのやかたへようこそ）は、瀬田ハルヒによる日本の漫画作品。『なかよし』（講談社）にて、2020年2月号から2022年1月号まで連載していた。

## 概要
日常の疑問を小学生3人組がQuizKnockにクイズ形式で出題し、クイズの答えとして疑問を解説していく形式の漫画。QuizKnockが全面的に協力しており、QuizKnockのメンバーが作中に登場するほか、疑問に関する詳しい解説ページも掲載されている。
2020年12月21日に単行本第1巻が発売。単行本には再編集された『なかよし』2020年2月号から7月号の連載分の漫画のほか、QuizKnockのインタビューやQ＆Aも収録されており、QuizKnockとの共著になっている。

## あらすじ
時田 りつは、クイズに情熱を持っている小学校6年生。彼女が小学校のパソコン室に向かうと、そこには清里 まどかがいた。まどかは、りつがパソコン室にやってきた目的が自身と同じくQuizKnockに会うための挑戦クイズであると指摘。答えを尋ねるが、りつは答えない。その直後、2人の会話が聞こえていた速水 あまねが窓から突然乱入。興味を示しつつも何も知らないあまねに一通りの説明した後、りつがクイズの答えを入力すると、3人はパソコンから発せられた光に包まれる。光が収まった後、3人は何故か洋館風の建物の中に移動しており、更に目の前にはQuizKnockの伊沢 拓司、須貝 駿貴、こうちゃんがいて……。

## 登場人物
漫画内に登場する実在の人物は、あくまで漫画内でのキャラクターであることを注意されたし。
時田 りつ
QuizKnockの館へ招かれた小学生3人組の内の1人。猫耳パーカーがトレードマークの小学校6年生の女の子。普段はクールに振舞っているが、夢中になっているクイズのことになると熱くなる。QuizKnockとの勝負に勝つためにクイズ倶楽部を作り、部長になる。
速水 あまね
QuizKnockの館へ招かれた小学生3人組の内の1人。サッカーが大好きで、運動神経抜群の小学校6年生の男の子。常に明るくポジティブ。良くも悪くも思ったことをすぐ口にする素直な性格で、あまねの発言がQuizKnockへのクイズの元になることもある。
清里 まどか
QuizKnockの館へ招かれた小学生3人組の内の1人。3人の中では唯一年下の小学校5年生の男の子。情報収集が大好きで、QuizKnockについても詳しい。普段は礼儀正しくしっかりした面を見せるが、ネガティブになりやすい部分も。運動は大の苦手。
伊沢 拓司
QuizKnockのリーダー。クイズ番組等で実績を持ち、クイズ全般が得意ジャンル。実績と実力から、基本悠然とした態度で3人組からの挑戦を受け止めるが、須貝と共に筋トレをしていたり、3人組の言動によっては思わぬ反応を見せることも。
須貝 駿貴
QuizKnockのメンバー。ナイスガイでお馴染みの兄貴分的存在で、得意ジャンルは理科全般。基本的にテンション高めでポジティブ。筋トレが趣味で、3人組が訪れると1人筋トレしていることも多々ある。
こうちゃん
QuizKnockのメンバー。ムードメーカー的存在で、得意ジャンルは歴史。3人組には比較的落ち着いた口調と、明るく柔らかい物腰で接しているが（乾曰く「よそゆきの顔」）、それ以外の時では素が出る。
乾
QuizKnockのメンバー。得意ジャンルは地理と数学。『なかよし』2020年7月号で初登場。3人組に興味を持ち、メンバーで唯一、他のメンバーには内緒で自ら出向いて挑戦を仕掛けた。明るくノリがいい。
オグラサトシ
QuizKnockのメンバー。得意ジャンルは国語と歴史。『なかよし』2020年8月号で初登場。館で1人調べ物をしている中、突然現れたりつとあまねに困惑。挑戦クイズを解いたことを知り受け入れる。マイペース。『なかよし』2021年4月号をもって作品から卒業することになった。
ノブ
QuizKnockのメンバー。得意ジャンルは国語と数学と音楽と体育。『なかよし』2021年6月号で初登場。館へやって来た3人組が落下して来て直撃。軽く意識を飛ばす間に自己紹介を取られた。明朗快活。

## 書籍情報
- QuizKnock・瀬田ハルヒ『QuizKnock式!! クイズ×まんがでみるみるモノ知りになれるbook（1）』〈単行本〉講談社、2020年12月21日[10][5]、ISBN 978-4-06-521258-5
- QuizKnock・瀬田ハルヒ『QuizKnock式!! クイズ×まんがでびっくりするほど面白いサイエンスbook』〈単行本〉講談社、2021年7月21日[11]、ISBN 978-4-06-524152-3
- QuizKnock・瀬田ハルヒ『QuizKnock式!! 大人もビックリ★新常識クイズBOOK』〈単行本〉講談社、2021年12月22日[12]、ISBN 978-4-06-524152-3